# Dugesia salina
Dugesia salina és una espècie de triclàdide dugèsid que habita a l'aigua salabrosa d'Israel.
No és clar si realment es tracta d'una espècie del gènere Dugesia, ja que es va poder fer la descripció de l'aparell copulador perquè els animals collits no en presentaven. És per això que D. salina es considera species inquirenda.

## Morfologia
És una espècie molt petita, mesurant 2,5 mm de longitud i 1 mm d'amplada de mitjana. L'espècimen més gran registrat mesurava 3,2 mm de longitud i 1,6 mm d'amplada, mentre el més petit feia 1,6 mm i 0,8 mm respectivament. Els individus de D. salina presenten un color pàl·lid, blanquinós, amb una coloració una mica més fosca (marró fosc) concentrada cap a la línia mitjana sobre la superfície dorsal. La superfície ventral és blanca.
D. salina té un cap triangular que s'estreteix gradualment cap al tronc, sense formar un coll. Els ulls ocupen una posició anterior al cos, tot i que al cap es troben relativament enrere. Els dos ulls estan més propers entre ells que respecte als marges del cap i no presenten una àrea sense pigment al seu voltant.
Els òrgans sensorials de les aurícules no s'aprecien en l'animal sencer, però sí si se'n fan seccions. Apareixen com un pegat d'epidermis ciliada, sense rabdites, i amb una xarxa nerviosa subjacent situada aproximadament a l'altura dels ulls.
El cos dels individus d'aquesta espècie presenta l'extrem posterior de punta roma.
La posició de la faringe varia des de la meitat del cos fins a gairebé l'extermitat posterior.

## Cariologia
D'acord amb Bromley el nombre bàsic de cromosomes de D. salina és de n = 8. Té una dotació cromosòmica diploid 2n = 16.

## Distribució
Els espècimens originals a partir dels quals es va descriure D. salina es van trobar al nord-oest del llac de Tiberíades, Israel, a prop de Tabgha.

## Hàbitat
D. salina habita en aigües salines.